# 24Storage
24Storage AB är ett svenskt hyrlagerbolag som grundades 2015 med huvudkontor i Stockholm. Företaget satsar på digitalisering av verksamheten genom att kombinera e-handel och IoT med traditionell hyrlagerverksamhet. 24Storage-koncernen hade i utgången av 2017 ett fastighetsvärde om cirka 800 miljoner.

## Historia
24Storage grundades år 2015 i Stockholm av Michael Fogelberg. Fogelberg tog hyrlager till Europa 1992 då han etablerade Shurgards europeiska verksamhet. 2007 grundade han hyrlager-bolaget SelStor, som sedermera blev Pelican Self Storage.
Bland 24Storages ägare återfinns finansmannen Staffan Persson, Inbox Capital och  Backstage Invest. Under 2016 genomförde bolaget en kapitalrunda och tog in 100 miljoner från Stadium-grundarna Bo och Ulf Eklöf, grundaren av Protect Data, Carl Rosvall, samt Ernström & C:o AB. Samma år köpte bolaget en rad konkurrenter, däribland Humlans Minilager på västkusten bestående av sju fastigheter till ett värde om 200 miljoner,, Boxa i Eskilstuna och Mini-Store i Borås. Kort därefter bytte samtliga förvärvade anläggningar namn till 24Storage.  
2017 reste bolaget ytterligare kapital om totalt 250 miljoner via en nyemission samt lån från den digitala banken Collector. Samma år rankades 24Storage som andra största hyrlager-bolag i Sverige av den internationella branschorganisationen FEDESSA.
2018 meddelade 24Storage att de förbereder sig för en börsintroduktion till Nasdaq OMX. och i augusti genomförde bolaget ytterligare en nyemission om totalt 82 miljoner.

## Anläggningar
24Storage har huvudkontor i Stockholm och har totalt 20 förrådsanläggningar i Stockholm, Göteborg, Uddevalla, Trollhättan, Kungälv, Borås, Eskilstuna, Kungsbacka, Malmö och Västerås.